# Евернія сливова
Евернія сливова (Evernia prunastri) — вид лишайників з роду евернія родини пармелієвих (Parmeliaceae). Місцеві назви — вовкуни, мох дубовий.

## Загальна біоморфологічна характеристика

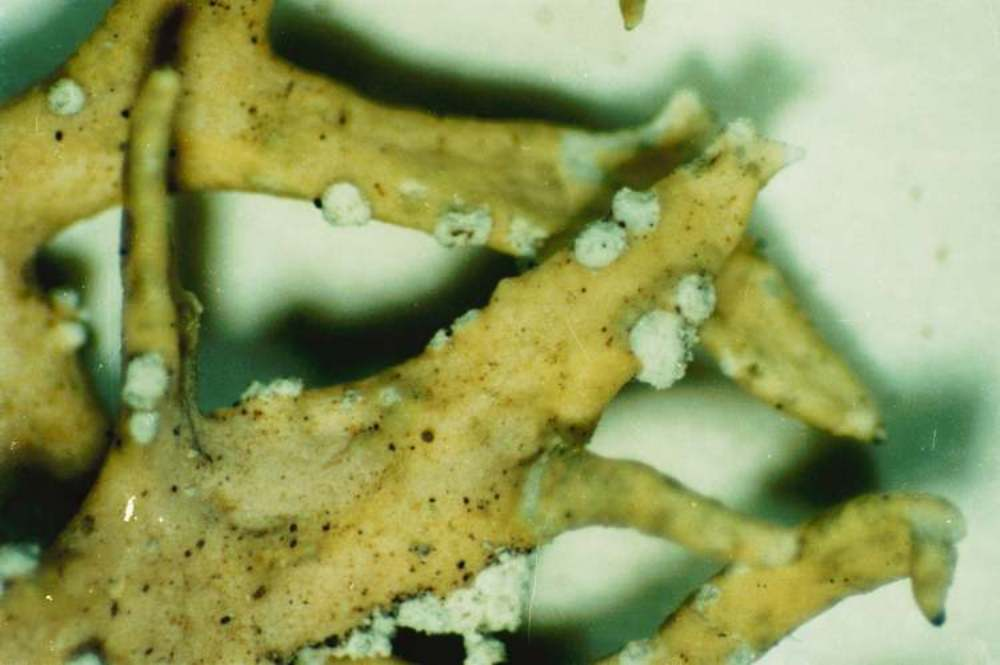
Гілка Evernia prunastri з соредіями. Зразок знаходиться в гербарії лишайників Нью-Йоркського ботанічного саду

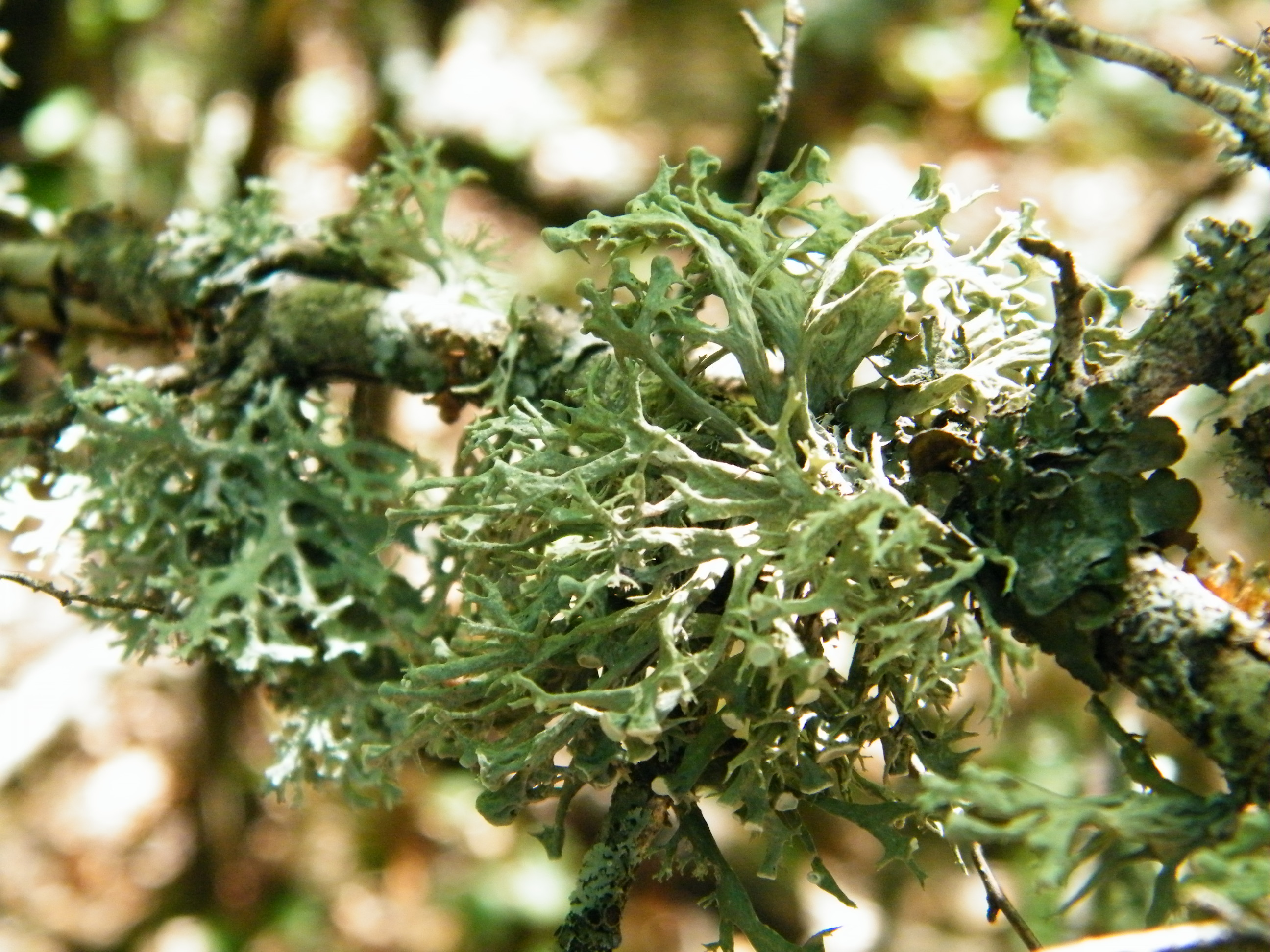
Евернія сливова (Evernia prunastri) в Ласпі

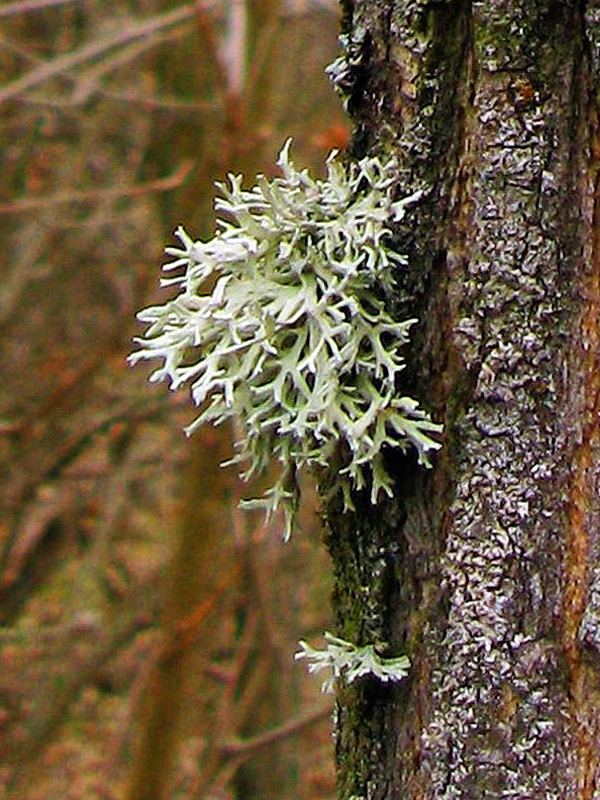
У долині р.Молочна. Запорізька область

Має листовату або листовато-кущисту слань, до 10 см завдовжки, однопластинчату або розгалужену, звисаючу або піднесену над субстратом, що складається з ніжних плоских лопатей зі слабко загорнутим на нижню сторону краєм. Верхня сторона сірувато-зелена, білувато-сіра, зверху більш інтенсивно забарвлена, нижня — трохи світліше, часто має рожевий відтінок. По краю лопатей розташовані численні сірувато-білі опуклі соредії, що іноді утворюють суцільну облямівку краю. З часом талом жовтіє. Плодові тіла (апотеції) 2—10 мм у діаметрі, коричневі або червоно-коричневі, матові, розміщені розріджено на верхній частині слані або на закінченнях лопатей.

## Екологія
Росте як епіфіт на стовбурах дерев переважно листяних порід (дуба, ясена, кленів, липи тощо), на мертвій деревині, рідко на ґрунті.

## Поширення
Ареал охоплює північні й помірні області. В Україні зростає в лісових і на півночі лісостепових районів.
Входить до переліку видів судинних рослин, водоростей, грибів та лишайників, яким загрожує небезпека у Вінницькій області.

## Використання
Евернію сливову заготовляють на території України. Екстракт з неї використовують у парфумерній промисловості. Слань (Lichen quercus) містить евернінову кислоту та її ефіри, смоли, віск, жири. Настій слані моху дубового п'ють при кашлі, астмі, для збудження апетиту, при запорах.
Настій приймають внутрішньо (1 столова ложка сировини на 400 мл окропу, відварюють 5 хвилин, проціджують) по півсклянки 4 рази на день до їжі.

## Збирання
Слань збирають рано навесні (квітень) або восени (вересень—жовтень), знімаючи її з гілок руками або зішкрябуючи ножем. Висушують у добре провітрюваних приміщеннях.